# Barkassen-Centrale Ehlers
Die Barkassen-Centrale Ehlers GmbH ist ein Schifffahrtsunternehmen für Hamburger Hafenrundfahrten, dessen typische Hamburger Hafenbarkassen an einem Ponton an den Vorsetzen gegenüber dem Feuerschiff nahe dem U-Bahnhof Baumwall liegen. Der Verwaltungssitz befindet sich Am Sandtorkai in der HafenCity.

## Geschichte

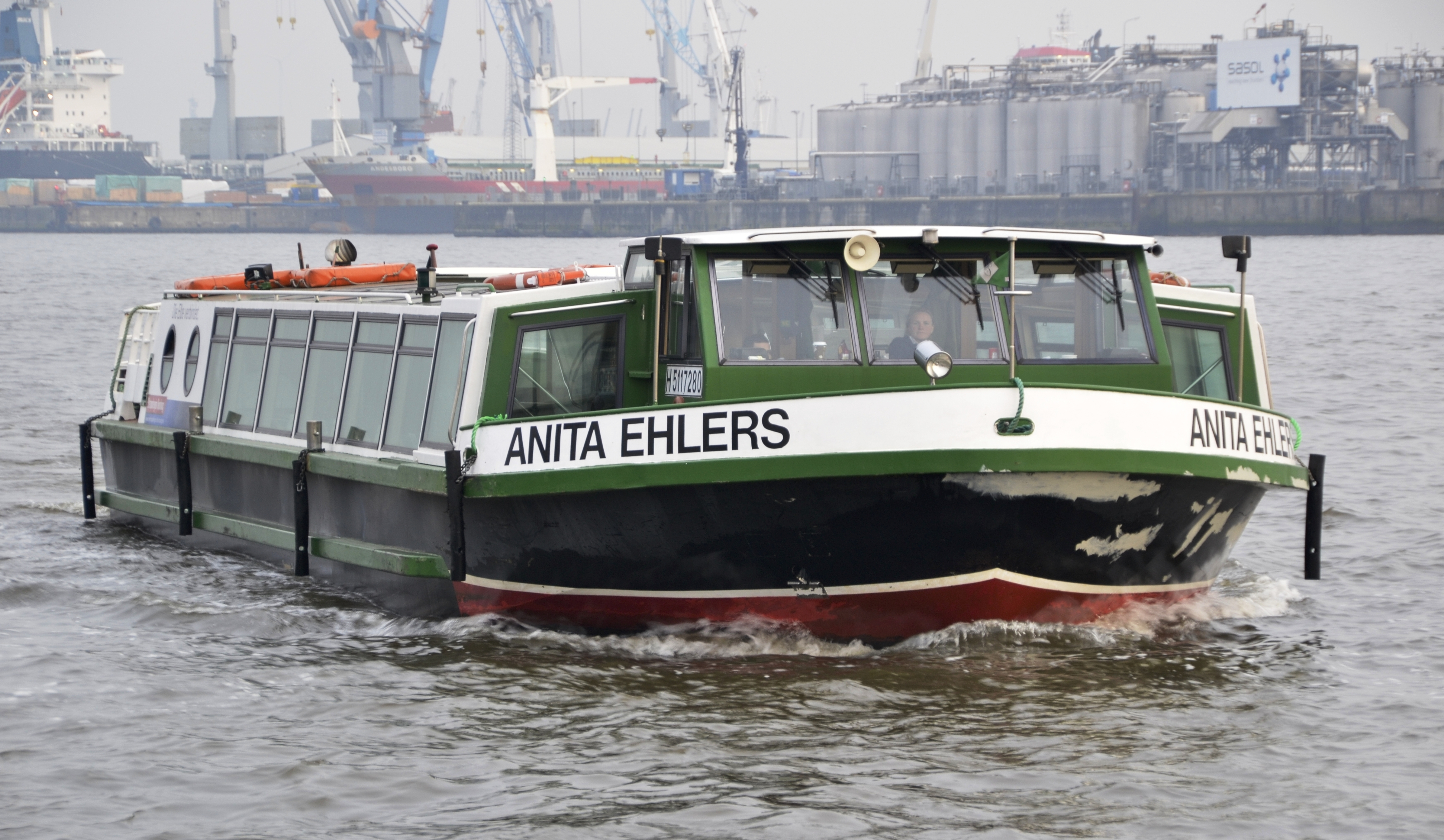
Anita Ehlers auf der Elbe (2014)

Die Ursprünge des Unternehmens liegen im Jahr 1927. Der Ewerführer Heinrich Ehlers machte sich selbständig und begann mit der Vermietung von Schuten und Persenningen. Sein „Lieger“ – ein Ponton mit Holzschuppen – befand sich Bei den Mühren im Zollkanal unterhalb der Katharinenkirche. Der Tod Heinrich Ehlers 1939 und der Zweite Weltkrieg verhinderten vorerst eine Weiterführung des Betriebs. Erst in dritter Generation konnten Günter Ehlers († 2012) und seine Ehefrau Hiltrud an die Tradition der Selbstständigkeit im Hafen anknüpfen. 1979 erwarben sie die erste Barkasse und gründeten 1982 einen Betrieb für Personenbeförderung und Schlepparbeiten unter dem Namen Barkassen-Centrale Überseebrücke Günter Ehlers e. K. Seit Mitte der 80er Jahre ist die vierte Generation im Unternehmen am Ruder.
2000 wurde mit der in Finkenwerder für rund 1 Million DM gebauten Anita Ehlers erstmals ein Neubau in Dienst gestellt. Nach weiteren Neuanschaffungen mussten alle alten Barkassen – deren älteste 1914 vom Stapel lief – sinksicher mit Luftkammern nachgerüstet werden. 2006 drehte der Regisseur Ulrich Patzwahl für den Fernsehsender arte den 30-minütigen Dokumentarfilm Die Barkassen-Familie aus Hamburg, der die Ehlers und ihren Familienbetrieb zum Thema hat. In den folgenden Jahren wurde die Dokumentation auf arte und 3sat mehrmals wiederholt.
2007 schenkte Günter Ehlers der Hafenkultur e.V. – Freunde des Hamburger Hafenmuseums die 1926 in der Werft von J. W. Bartram in Hamburg-Neuhof gebaute Barkasse Frieda Ehlers. Seit einigen Jahren werden mit ihr zu besonderen Anlässen für Besucher des Hafenmuseums Fahrten durch den Hansahafen unternommen. Zudem nimmt sie an Oldtimer-Regatten teil. Die 1928 in der Wilhelm-Schüler-Werft am Moorreger Deich der Pinnau im Uetersener Umland gebaute Postbarkasse Jan Ehlers wurde vom Museum für Telekommunikation angemietet und diente zwischen 2004 und 2009 der Verteilung von Post für die Seeleute der im Strom an Dalben liegenden Schiffe.
Die Hauptverwaltung der Barkassen-Centrale Ehlers übersiedelte 2011 vom Vorsetzen in die HafenCity.

## Aktuelle Flotte

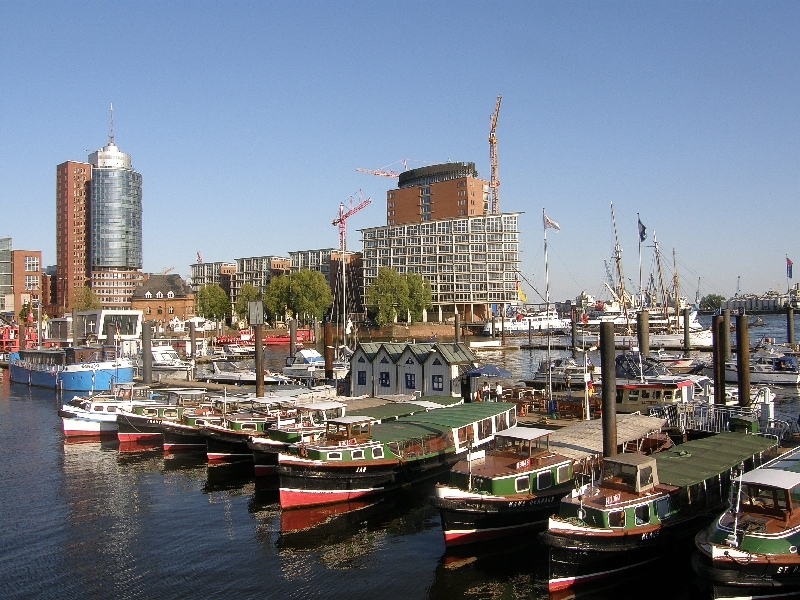
Ehlers-Barkassen am Anleger

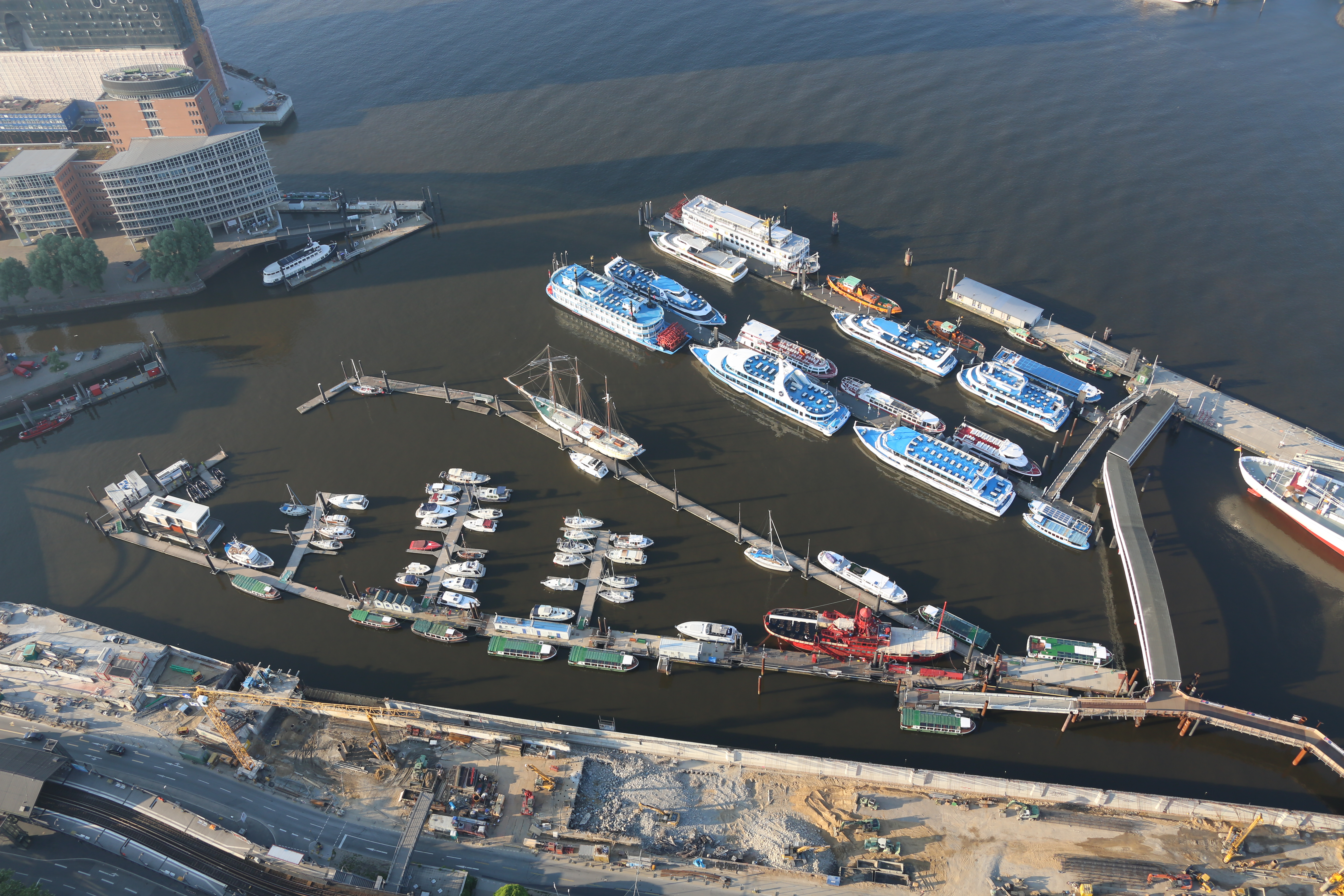
Luftaufnahme des Brandenburger Hafens in Hamburg-Neustadt; die Ehlers-Barkassen im Vordergrund sind an den grünen Dächern zu erkennen

Die Flotte besteht gemäß dem Unternehmensnamen ausschließlich aus Schiffen vom Typ Barkasse. Die Boote liegen im Brandenburger Hafen unweit der Überseebrücke an den Vorsetzen.
| Schiffsname    | Baujahr | Länge   | Breite | Passagiere |
| -------------- | ------- | ------- | ------ | ---------- |
| Anita Ehlers   | 2000    | 19,95 m | 6,01 m | 110        |
| Bettina Ehlers | 2009    | 18,00 m | 4,80 m | 84         |
| Birgit Ehlers  | 2006    | 16,64 m | 4,66 m | 75         |
| Günter Ehlers  | 2008    | 16,78 m | 4,69 m | 75         |
| Hans Ehlers    | 1939    | 15,43 m | 3,92 m | 50         |
| Helga Ehlers   | 1921    | 15,44 m | 3,80 m | 50         |
| Hiltrud Ehlers | 2007    | 16,70 m | 4,67 m | 75         |
| Jan Ehlers     | 1928    | 16,50 m | 3,87 m | 60         |
| St. Pauli      | 1924    | 14,58 m | 3,56 m | 45         |
| Thomas Ehlers  | 2009    | 15,79 m | 4,26 m | 60         |
| Trave          | 1941    | 14,34 m | 3,63 m | 45         |
| Uwe            | 1914    | 15,08 m | 3,66 m | 45         |